# 'Abd al-Ahad Khan
Said Abd al-Ahad Khan (26. marts 1859 i Karmana – 3. januar 1911) var den 7. emir af Manghit-dynastiet, det sidste regerende dynasti i Emiratet Bukhara, som på det tidspunkt var en del af det Russiske Kejserrige.
Han blev emir i alderen 26 ved af sin fars, Muzaffar bin Nasrullah død, den 12. november 1885 og hans ældste søn, Sayyid Mir Muhammad Alim Khan, efterfulgte ham efter hans død.